# Station de radio
Cet article possède des paronymes, voir la page de paronymie Radio.

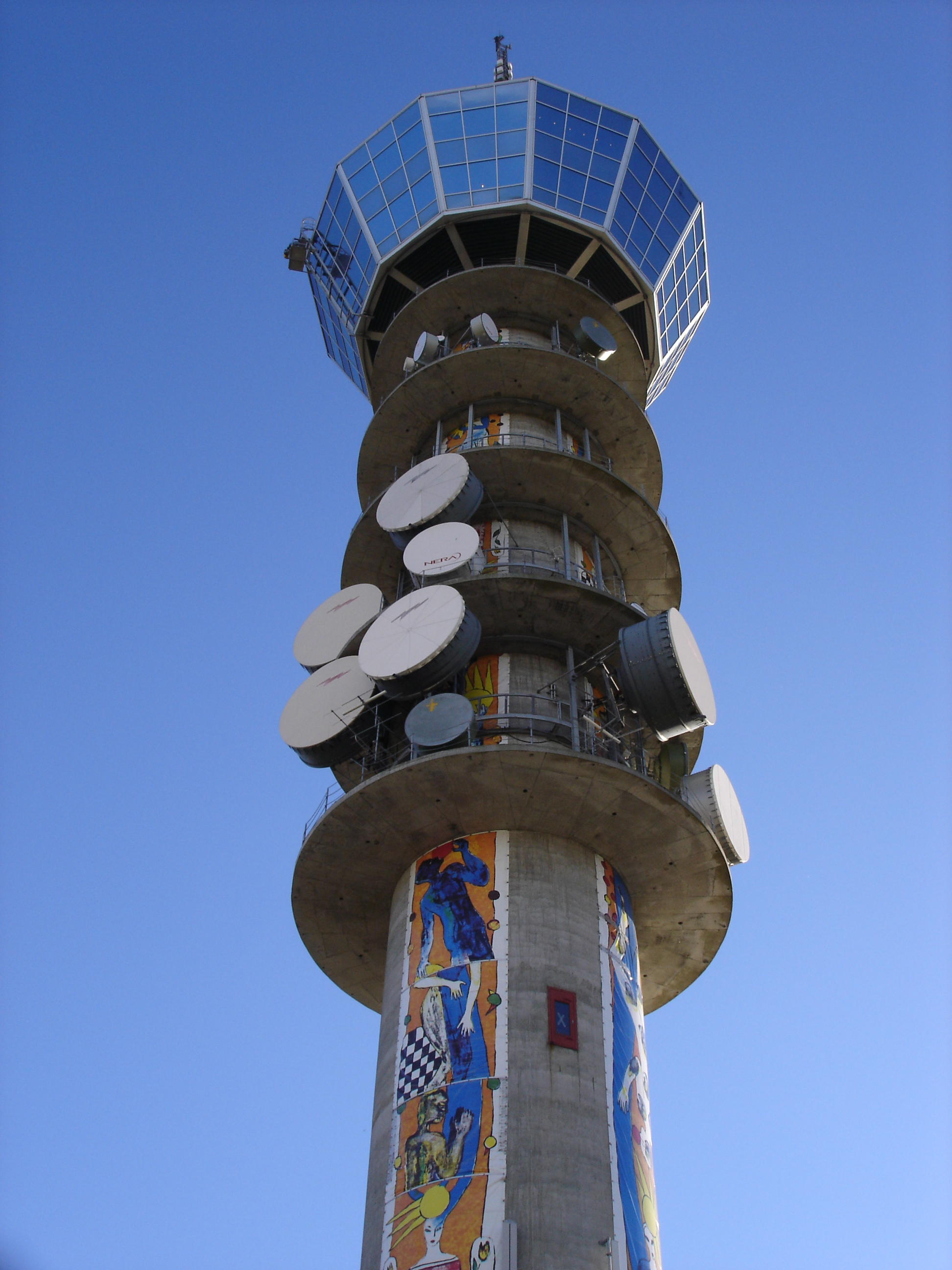
Station de radion de Tyholttårnet.

Une station de radio est un ensemble d'équipements ayant pour but la transmission à distance, par le biais d'ondes électromagnétiques, d'émissions de radio sur une fréquence donnée à caractère uniquement audio (seul du son est émis). La station comporte un ensemble d'appareils : l'émetteur, le pilote, l'amplificateur et, optionnellement, le codeur RDS.
Chaque station de radio est captée sur une ou plusieurs fréquences bien précises de la bande de réception. Certaines stations de radio utilisent plusieurs émetteurs pour couvrir une étendue géographique plus importante.

## Les ondes
Il existe diverses gammes de fréquence pour les stations de radio dont le nom indique à la fois ladite bande de fréquences et aussi la technologie employée pour la démodulation :
- bande FM (Modulation de fréquence), plage 88 à 108 MHz (Bande II de la gamme de fréquences VHF) ;
- bande AM (modulation d'amplitude) existe dans les variantes ondes courtes (Abbr. : HF, OC ou SW, de 3 à 30 MHz), ondes moyennes (Abbr. : MF, OM ou MW, de 520 kHz à 1,6 MHz).

Plus la fréquence du signal est élevée, plus sa portée est faible. Ainsi en bande FM on constate des portées allant de 20 à 40 kilomètres suivant la qualité de l'émetteur et en Ondes longues on peut atteindre plusieurs milliers de kilomètres.
Pour la quantité d'information transportable c'est l'inverse ; plus la fréquence est élevée plus on peut véhiculer d'informations. En bande FM on peut recevoir un signal stéréo. Aux États-Unis où la diffusion dans les plages des bandes AM est plus développée qu'en Europe (taille du territoire oblige et portée des émetteurs) de nombreuses stations émettent en modulation d'amplitude et en stéréo.
En Europe la bande passante audio des émetteurs en modulation d'amplitude est volontairement limitée à 4,5 kHz par filtrage pour permettre de placer plus d’émetteurs.

La bande passante est fonction de la fréquence utilisée. Pour mémoire, en France, la télévision analogique était en modulation d'amplitude. Le 819 lignes demandait 10 MHz de bande passante et quelques émetteurs étaient dans les 50 MHz environ. Canal+ en 625 lignes était dans quelques cas diffusé sur cette même bande de fréquences.

## Organisation
L'organisation physique d'une station de radio est variable et peut devenir très complexe :
- le matériel d'émission et le local radio (là où se fait l'enregistrement) se situent dans les mêmes locaux. C'est le cas de la plupart des radios locales à très petit budget. Dans ce cas, il y a deux possibilités. Soit l'émetteur est unidirectionnel et envoie le signal vers un émetteur de location plus important, garantissant une meilleure couverture, soit la radio utilise son propre émetteur multi-directionnel ;
- le matériel d'émission et le local radio ne sont pas dans les mêmes locaux. Dans ce cas la radio utilise un double système d'émission. Un système d'émission privé (de technologie variable, par exemple par satellite, câble ou par internet) et un système d'émission public qui diffuse le signal final en direction des auditeurs. Ce système est utilisé par les radios nationales et leur permet de diffuser leurs émissions simultanément sur plusieurs émetteurs ;
- certaines radios utilisent des systèmes plus complexes (pouvant associer les deux technologies précédentes) leur permettant des possibilités plus importantes. D'une part les possibilités de duplex, technique qui autorise la récupération de plusieurs signaux distants, de les faire converger pour les rediffuser ensuite sur un signal unique. D'autre part il y a les radios nationales qui pratiquent à certaines heures des débrayages locaux, c'est-à-dire l'émission d'un programme local à certaines heures et national à d'autres.

## Situation en France

### Autorité de régulation
Le Conseil supérieur de l’audiovisuel (CSA) a été créé en 1989. Il a notamment la charge d'attribuer les fréquences disponibles. La création est née d’une volonté de proximité de l’instance de régulation par rapport aux radios françaises.
En 2022, le CSA devient l'Arcom.
Comme son prédécesseur, l'Arcom comporte 16 comités techniques audiovisuels (CTA) répartis sur le territoire français : Antilles et Guyane, Bordeaux, Caen, Clermont-Ferrand, Dijon, La Réunion - Mayotte, Lille, Lyon, Marseille, Nancy, Nouvelle-Calédonie et Wallis-et-Futuna, Paris, Poitiers, Polynésie française, Rennes et Toulouse.
Chaque CTA a la charge d'une ou deux régions. Du fait de leur proximité et de leur connaissance des réalités locales, les CTA sont conçus pour exercer un contrôle efficace.

### Catégories de radio
Afin de conserver un paysage radiophonique diversifié et équilibré, le CSA a défini des catégories de radio dans « le communiqué 34 » :
- catégorie A : radios associatives, non commerciales, tirant leurs principales ressources de subventions privées ou publiques (FSER). Les ressources publicitaires ne peuvent dépasser 20 % de leurs produits. Plus précisément, produits dits « courants » (hors subvention, notamment) ;
- catégorie B : radios commerciales, non affiliées à un réseau national identifié et ne desservant pas un bassin de population de plus de six millions d’habitants ;
- catégorie C : radios commerciales rediffusant un programme national identifié, avec un programme local spécifique et de la publicité locale ;
- catégorie D : réseaux nationaux. Les émetteurs sont passifs, rediffusant un programme national, sans programmes ni publicités locales ;
- catégorie E : radios nationales généralistes. Il s’agit des radios périphériques historiques : RTL, Europe 1, RMC, Sud Radio.
- radios de service public : France Inter, France Info, Ici, France Culture, France Musique, FIP, Mouv'.

Les appels à candidature se font désormais catégorie par catégorie. Les dossiers des radios candidates sont étudiés et sélectionnés par chaque CTA concerné. Le CSA, basé à Paris, prend la décision finale.